# Alaaf

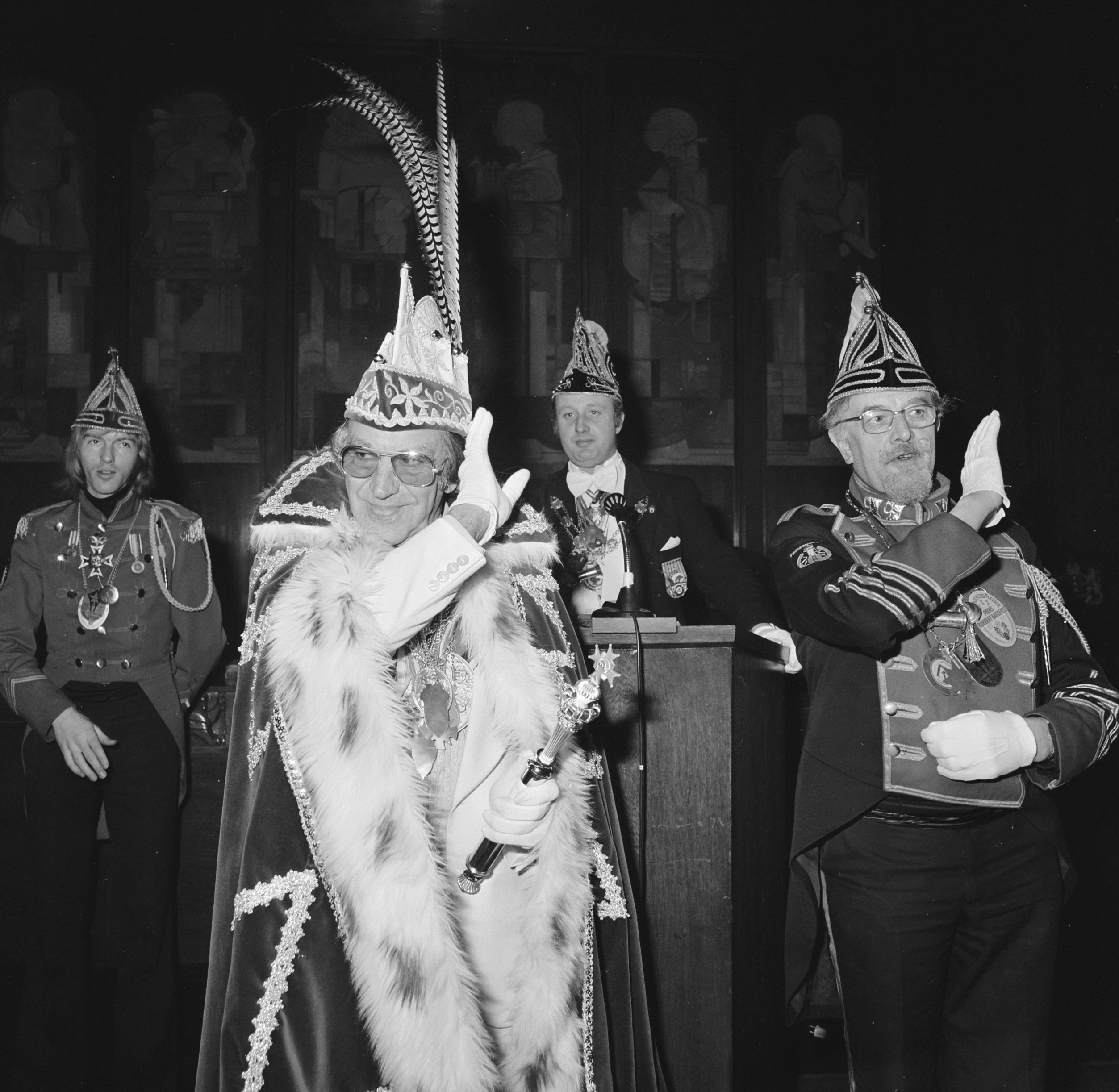
De carnavals-groet

De kreet alaaf is een carnavals-groet afkomstig uit de Keulse carnavalstraditie. Het bijbehorend handgebaar bestaat er uit de vingertoppen van de rechterhand naar de linkerslaap te brengen.

## Gebruik
De oudste schriftelijke vermelding van het woord is te vinden in een petitie van Vorst Metternich aan de Keulse Keurvorst in het jaar 1635. Oorspronkelijk is het een uitroep bij het uitbrengen van een dronk. Sinds het begin van het moderne carnaval in 1823 wordt "Kölle alaaf" in Keulen gebruikt als begroeting tussen carnavalsvierders. In veel andere Duitse steden luidt de carnavalsgroet: helau.
Ook tijdens Belgische en Nederlandse carnavalsvieringen gebruikt men de term. In carnavals zoals Ninove en Halle begroeten vierders elkaar steevast met "alaaf". In Nederlandse carnavalstradities wordt de term in vele Brabantse en Limburgse plaatsen gebruikt. In Den Bosch (Oeteldonk) en Roosendaal (Tullepetaonestad) is "alaaf" echter uit den boze, in Eindhoven (Lampegat) begroet men elkaar met "salaai", en in Bergen op Zoom zegt men "agge mar leut et". In Huissen zegt men helau.

## Geschiedenis
Over de herkomst van het woord "alaaf" bestaan twee lezingen. Sommigen zeggen dat het een verbastering is van het woord elf. Elf is immers het "gekkengetal", denk aan de "Raad van Elf". Anderen zeggen dat "alaaf" afkomstig is uit het oud-Keulse dialect; "all af" (Hoogduits : all ab), hetgeen zou betekenen "alles aan de kant"; Dit is gegrond op de oorsprong van de carnaval, namelijk dat voor de vastentijd al het goede spijs en drank op moest; "Kölle alaaf" ("Keulen alaaf") zou verder ook kunnen betekenen "(behalve) Keulen, alles weg" of "Keulen voor alles".